# Macairea cardonae
Macairea cardonae är en tvåhjärtbladig växtart som beskrevs av John Julius Wurdack. Macairea cardonae ingår i släktet Macairea och familjen Melastomataceae. Inga underarter finns listade i Catalogue of Life.